# Жакыпбаев, Жуматай
Жуматай Жакыпбаев (1945—1990) — казахский поэт; член Союза писателей Казахстана.

## Биография
Родился 30 января 1945 года в ауле Ешкиолмес Ескельдинского района Алматинской области КазССР.
В 1967 году успешно окончил Казахский государственный университет.
Работал в газете «Октябрь туы», на областном радио (город Талдыкорган), в издательстве «Жалын», в журнале «Жалын»; был принят в члены Союза писателей Казахстана.
В поэтических сборниках «Саратан» (1979), «Лейлэ» (1981) и «Шугыныкгул теркш!» (1988) он воспевает природу родной земли, любовь, красоту. Сборник «Кектемп хат», изданный уже после смерти автора (1992), имел большую популярность среди ценителей казахской поэзии.
Скончался на 46-м году жизни 16 сентября 1990 года в городе Алма-Ата.